# NC-4 (航空機)

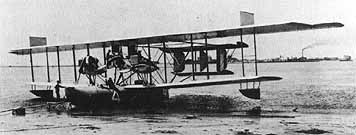
カーチス NC-4 飛行艇

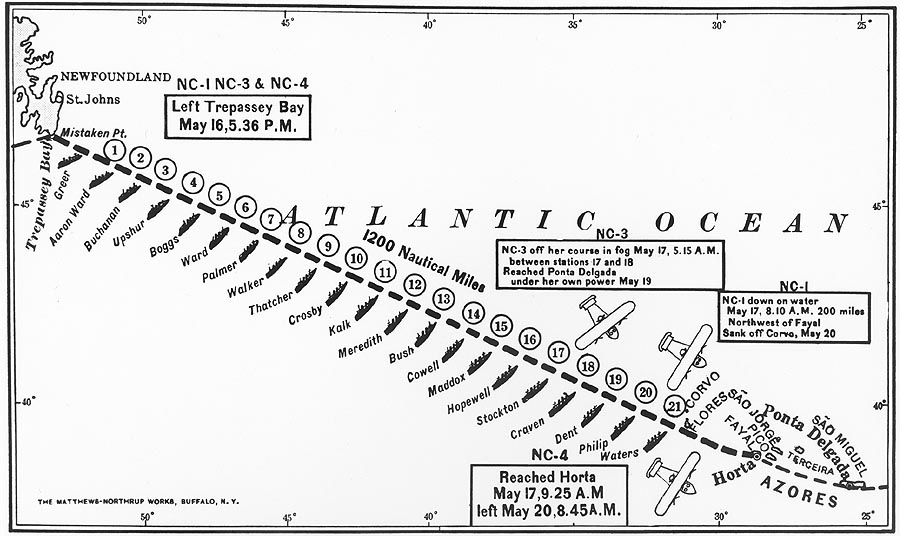
飛行の行程

NC-4は、カーチス（Curtiss Aeroplane and Motor Company）がアメリカ海軍のため開発および生産した計10機の飛行艇、カーチスNCのうちの1機である。1919年5月に、途中何度か着水しながら19日をかけて大西洋を横断し、最初の大西洋横断飛行に成功した。
第一次世界大戦中、連合軍の船舶がドイツの潜水艦に脅かされたことから計画は始まった。自力でアメリカからヨーロッパに飛行できる機体が求められ、それがこのカーチスNCである。当時としては超大型機で、就寝区画や無線設備もあった。戦争終了までに完成しなかったが、アメリカ海軍は大西洋横断飛行を行うことを決定した。
1919年5月8日、NC-4は2機の飛行艇、NC-1、NC-3とともに飛行を開始した。ニューヨークのロングアイランドを出発し、ニューファンドランドに到着、5月16日アゾレス島に15時間後に到着した。悪天候のためNC-1とNC-3はここで断念したが、NC-4は補給ののち離水し5月27日にポルトガルのリスボンに到着した。
NC-4の搭乗員は、指揮官および航法士アルバート・リード中尉、操縦士ウォルター・ヒントン、エルマー・ストーン、機関士ジェームス・ブリース、ユーゲン・ロード、通信士ハーバート・ロッドの6名であった。
1929年2月9日、搭乗員には議会名誉黄金勲章が授与された。

## 仕様
出典: 
諸元
- 乗員: 6
- 全長: 20.8 m （68 ft 5½ in）
- 全高: 7.40m （24 ft 5⅛ in）
- 翼幅: 38.40 m（126 ft）
- 翼面積: 221 m2 （2,380 ft2）
- 空虚重量: 7,260 kg （15,874 lb）
- 運用時重量: 12,700 kg （28,000 lb）
- 最大離陸重量: 12,422 kg （27,386 lb）
- 動力: リバティ L-12 水冷レシプロV12、300 kW （400 hp）   × 4

性能
- 超過禁止速度: km/h （kt）
- 最大速度: 152 km/h （84 kt）
- 巡航速度: 100 km/h （54 kt）
- 航続距離: 2,352 km （1,278 海里）
- 実用上昇限度: 1,370 m （4,500 fT）
- 翼面荷重: 56.3 kg/m2 （11.5 lb/ft2）
- 馬力荷重（プロペラ）: 0.1 kW/kg （0.06 hp/lb）

武装
- 機関銃（前席・後席）